# Tanja Dangalakowa

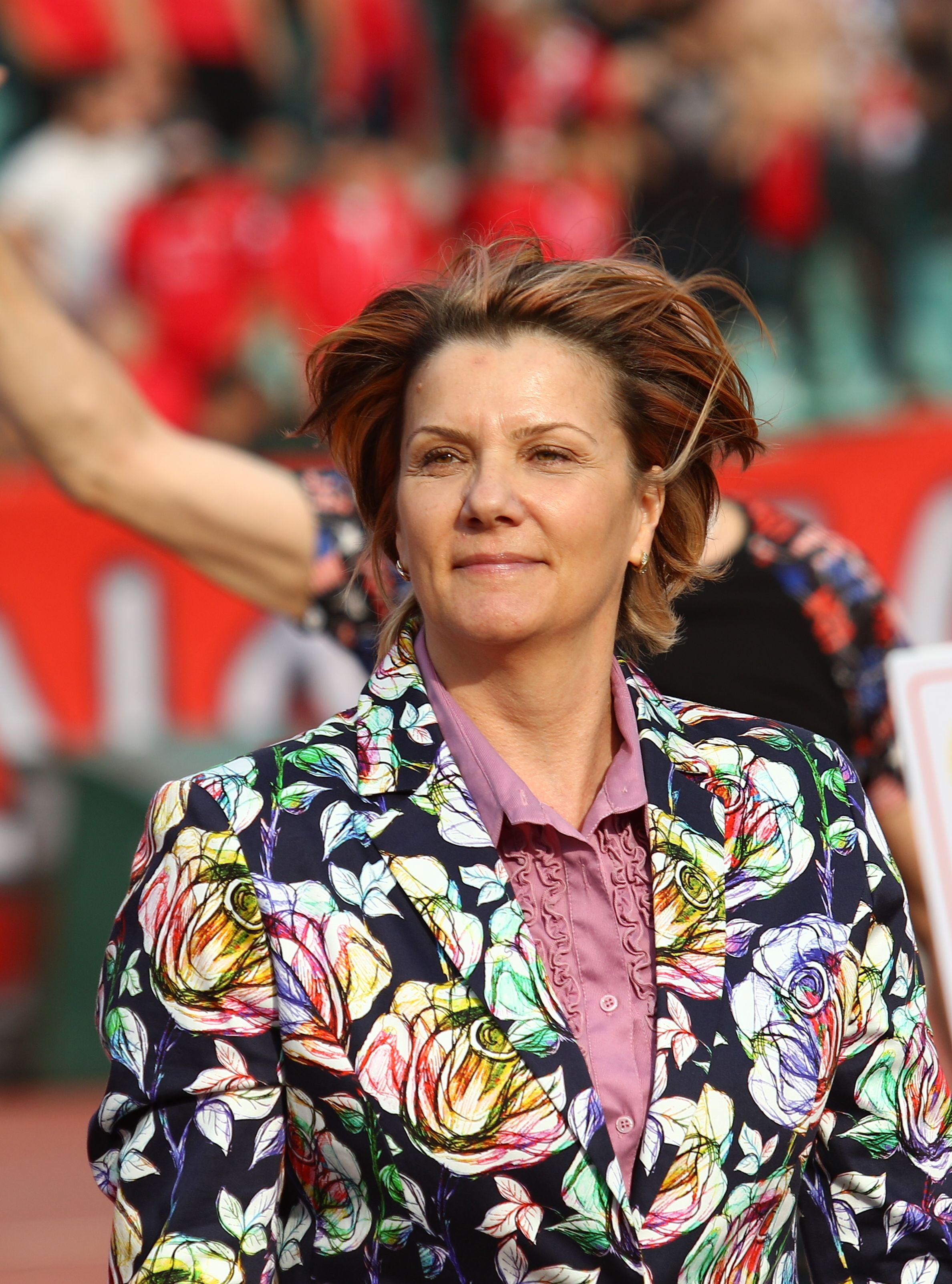
Bogomilova (2018)

Tanja Bogomilowa Dangalakowa (bulgarisch Таня Богомилова Дангалакова; * 30. Juni 1964) ist eine ehemalige bulgarische Schwimmerin.
Bei den Olympischen Sommerspielen 1988 in Seoul wurde sie Olympiasiegerin über 100 m Brust. Im selben Jahr wurde sie zu Bulgariens Sportlerin des Jahres gewählt. Nach ihrer Laufbahn als Schwimmerin wurde sie Präsidentin des bulgarischen Schwimmverbandes.